# Anthyllis lotoides
Anthyllis lotoides är en ärtväxtart som beskrevs av Carl von Linné. I den svenska databasen Dyntaxa används istället namnet Hymenocarpos hispanicus. Enligt Catalogue of Life ingår Anthyllis lotoides i släktet getväpplingar och familjen ärtväxter, men enligt Dyntaxa är tillhörigheten istället släktet Hymenocarpos och familjen ärtväxter. Arten har ej påträffats i Sverige. Inga underarter finns listade i Catalogue of Life.

## Bildgalleri

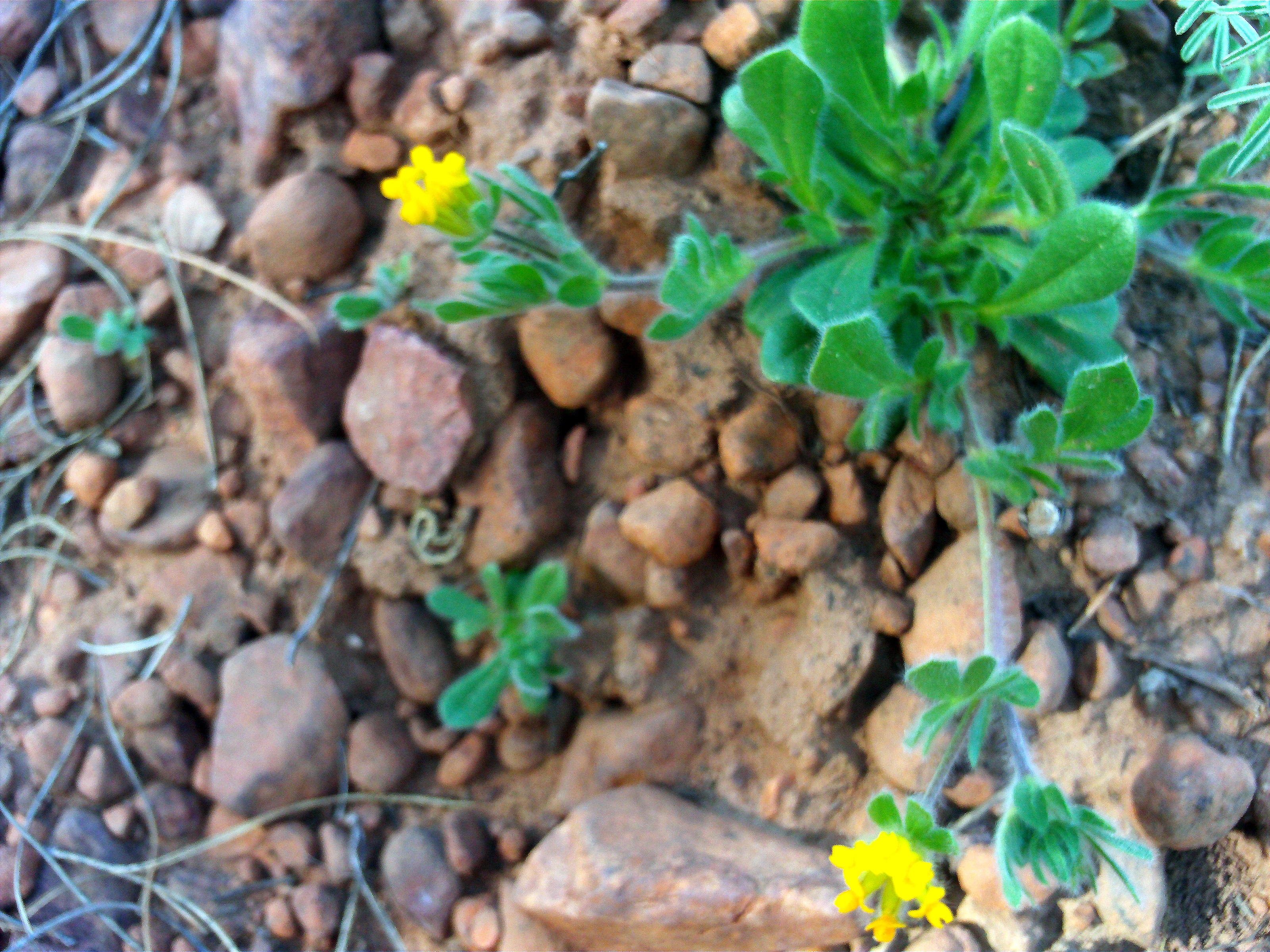